# Morell Mihály
Morell Mihály (Zombor, 1911. december 27. – Budapest, 2013. június 2.) magyar festő, szobrász és vágó. Képzőművész és filmes, a Magyar Művészeti Akadémia tagja.

## Életpályája
Morell Mihály családja az Osztrák–Magyar Monarchia felbomlása után kényszerült elhagyni szülőföldjét, Kiskunfélegyházára költöztek, így Morell Mihály ifjúsága ehhez a városhoz kötődött, itt érettségizett a Szent László Gimnáziumban. Az 1930-as években folytatott felsőfokú tanulmányokat Budapesten a Magyar Képzőművészeti Főiskolán, ahol rajzot és festészetet Glatz Oszkártól tanult, szobrászatot pedig Kisfaludi Strobl Zsigmondtól. Diplomáját 1941-ben kapta kézhez.
Rövid ideig rajzot tanított Kiskunfélegyházán, festett és szobrászkodott, 1941-től a Hunnia Filmgyárban dolgozott, mint vágó. Első filmjét Szőts Istvánnal készítette Nyirő József Kopjafák és Havasok könyve című köteteinek elbeszélései alapján Emberek a havason címmel. Számos sikeres magyar film vágója volt, köztük, Ének a búzamezőkről, Gyöngyvirágtól lombhullásig, A 9-es kórterem, Légy jó mindhalálig, Pacsirta, Szindbád. Képi látásmódja nagyban segítette az ő kiemelkedő filmvágó technikáját. 1941-ben állították fel I. világháborús emlékművét Kiskunfélegyházán, melyet az 1997-es felújításkor a középpontban álló katona alakja mellett harci jeleneteket ábrázoló domborművekkel is díszített. A filmgyárban dolgozva sem hagyta abba a képzőművészettel való foglalkozást, továbbra is festett, s a Hunnia Filmgyár megrendelésére számos portrészobrot alkotott szakmai kiválóságokról, amelyek a Hunnia Filmgyár kertjében lettek elhelyezve. 1955-ben jutott műteremhez.
Naturalista, historizáló stílusban kezdett alkotni, az 1960-as évektől természet- és emberszemlélete az absztrakt és a geometrikus forma irányába nyitott, sőt a szürrealizmus is megérintette. Portrészobrai karakteresek, kisplasztikái mozgalmasak és elvontak. Szoborterveiről grafikákat készített, ezek a Kiskun Múzeum állandó kiállításán láthatók.

## Kiállítások (válogatás)[6]

### Egyéni

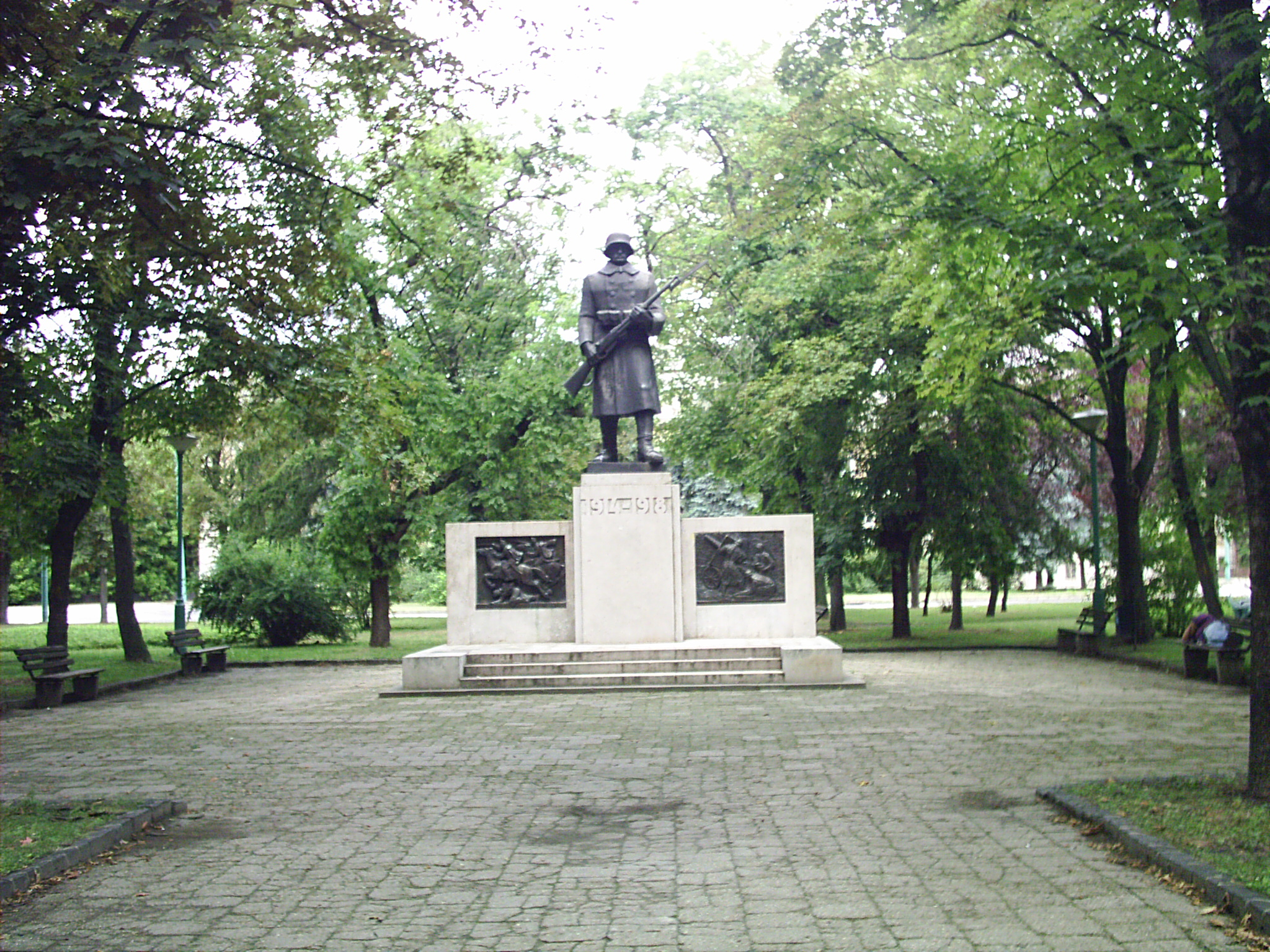
I. világháborús emlékmű
Hősök parkja
Kiskunfélegyháza

- 1971 • Dorottya u. Kiállítóterem, Budapest • Kulturális Kapcsolatok Intézete, Budapest
- 1975 • Fészek Klub, Budapest
- 1979 • Csók István Galéria, Budapest
- 1990 • Vigadó Galéria, Budapest
- 1992 • Kiskun Múzeum, Kiskunfélegyháza
- 1997 • Móra Ferenc Múzeum, Szeged (gyűjteményes kiállítás)
- 2000 • Újpest Galéria, Budapest
- 2004 • Tér-képek, szobrok - Morell Mihály festőművész kiállítása, Vigadó Galéria, Budapest
- 2011. január Morell Mihály grafikái szoborterveiről, Kiskun Múzeum, Kiskunfélegyháza

### Csoportos
- 1970 • Kiskunfélegyháza • Salzburg (Ausztria)
- 1978 • Magyar szobrászat, Műcsarnok, Budapest
- 2011 • XIII. Állami Művészeti Díjazottak kiállítása, Magyar Alkotóművészek Háza - Olof Palme-ház, Budapest

## Köztéri alkotásai
A Hunnia Filmgyár kertjében a szakma kiválóságairól a következő szobrok:
- Pán József (bronz mellszobor, 1960)
- Gertler Viktor (bronz mellszobor, 1970)
- Bán Frigyes (bronz mellszobor, 1971)
- Keleti Márton (bronz mellszobor, 1974)
- Hegyi Barnabás (bronz fejportré, 1979)
- Szász Péter (bronz mellszobor, 1984)
- Ranódy László (bronz félalakos szobor, 1984)
- Homoki Nagy István (bronz mellszobor, 1984)
- Macskássy Gyula (bronz fejportré, 1987).

Egyéb szobrok:
- Égi vándor (bronz egészalakos szobor, Kiskunfélegyháza, 2013)
- I. világháborús emlékmű (Kiskunfélegyháza, 1941)

## Filmjeiből, amelyeket vágott[7]
- 1988 	Titánia, Titánia, avagy a dublőrök éjszakája I–II.
- 1987 	Banánhéjkeringő
- 1986 	A nagy generáció
- 1985 	Hány az óra, Vekker úr?
- 1983 	Te rongyos élet
- 1982 	Sértés
- 1982 	Dögkeselyű
- 1981 	Tegnapelőtt
- 1980 	Színes tintákról álmodom
- 1980 	Circus maximus
- 1979 	Naplemente délben
- 1979 	Veszélyes játékok
- 1978 	80 huszár
- 1978 	Hatholdas rózsakert
- 1978 	Nem élhetek muzsikaszó nélkül
- 1977 	A közös bűn
- 1977 	Veri az ördög a feleségét
- 1977 	A csillagszemű
- 1976 	Árvácska
- 1975 	Legenda a nyúlpaprikásról
- 1975 	Várakozók
- 1974 	Jelbeszéd
- 1974 	Szarvassá vált fiúk
- 1973 	Pókháló
- 1972 	Lila ákác
- 1972 	Harminckét nevem volt
- 1972 	Fuss, hogy utolérjenek!
- 1972 	Kincskereső kisködmön
- 1971 	Szindbád
- 1971 	Meztelen vagy
- 1970 	Érik a fény
- 1970 	Szerelmi álmok – Liszt
- 1970  A régi nyár
- 1969 	Virágvasárnap
- 1969 	Az alvilág professzora
- 1969 	Történelmi magánügyek
- 1968 	Az utolsó kör
- 1968 	A Hamis Izabella
- 1968 	Elsietett házasság
- 1968 	Feldobott kő
- 1967 	Tanulmány a nőkről
- 1966 	Változó felhőzet
- 1966 	Aranysárkány
- 1966 	És akkor a pasas…
- 1966 	Édes és keserű
- 1966 	Hogy szaladnak a fák…
- 1965 	Butaságom története
- 1965 	Az orvos halála
- 1965 	A tizedes meg a többiek
- 1964 	Négy lány egy udvarban
- 1963 	Pacsirta
- 1963 	Új Gilgames
- 1963 	Tücsök
- 1962 	Egyiptomi történet
- 1962 	Az aranyember
- 1961 	Felmegyek a miniszterhez
- 1961 	Az ígéret földje
- 1961 	Áprilisi riadó
- 1960 	Légy jó mindhalálig
- 1960 	Kálvária
- 1959 	Kölyök
- 1959 	Akiket a pacsirta elkísér
- 1958 	Bogáncs
- 1958 	Sóbálvány
- 1957 	A tettes ismeretlen
- 1957 	Csendes otthon
- 1957 	Bakaruhában
- 1956 	Szakadék
- 1956 	Tanár úr kérem…
- 1955 	Díszelőadás
- 1955 	A 9-es kórterem
- 1955 	Kövek, várak, emberek
- 1954 	Fel a fejjel
- 1953 	Kiskrajcár
- 1953 	Föltámadott a tenger
- 1953   Gyöngyvirágtól lombhullásig
- 1951 	Gyarmat a föld alatt
- 1951 	Tűzkeresztség
- 1951 	Teljes gőzzel
- 1950 	Kis Katalin házassága
- 1949 	Szabóné
- 1948 	Forró mezők
- 1947 	Ének a búzamezőkről
- 1942 	Emberek a havason (rendezőasszisztens)

## Díjak, elismerések
- Érdemes művész (1978)
- A Magyar Filmszemle Életműdíja (1995)
- Szkíta Aranyszarvas díj (2005)
- Gundel művészeti díj (2006)
- Kiskunfélegyháza díszpolgára (2007)
- Kiváló művész (2011)